# Caryospora corallae
Caryospora corallae – gatunek pasożytniczych pierwotniaków należący do rodziny Eimeriidae z podtypu Apicomplexa, które kiedyś były klasyfikowane jako protista. Występuje jako pasożyt węży. C. corallae cechuje się tym iż oocysta zawiera 1 sporocystę. Z kolei każda sporocysta zawiera 8 sporozoitów.
Obecność tego pasożyta stwierdzono u boa psiogłowego (Corallus caninus) należącego do rodziny dusicielowatych (Boidae).

## Sporulowana oocysta
Jest kształtu sferoidalnego, posiada 2 bezbarwne ściany o łącznej grubości 1 μm. Oocysta jest średnicy 18,7 – 24,6 μm. Brak mikropyli oraz wieczka biegunowego. Występuje ciałko biegunowe.

## Sporulowana sporocysta i sporozoity
Sporocysty kształtu owoidalnego o długości 17,6 – 20 μm, szerokości 11,7 – 14 μm. Występuje ciałko Stieda. Brak parastieda body (PSB) oraz substieda body (SBB).